# 1835
Промислова революція •  Національно-визвольні рухи • Робітничий рух •  Російська імперія

## Геополітична ситуація
У Росії править імператор Микола I (до 1855). Російській імперії належить більша частина України, значна частина Польщі, Грузія, Закавказзя, Фінляндія, Аляска. Україну розділено між двома державами — Королівство Галичини та Володимирії належить Австрії, Правобережжя, Лівобережжя та Крим — Російській імперії.
В Османській імперії править султан Махмуд II (до 1839). Під владою османів перебувають Близький Схід та Єгипет, Середземноморське узбережжя Північної Африки, Болгарія. Васалами османів є Сербія, Боснія, Волощина та Молдова.
Австрійську імперію очолив Фердинанд I (до 1848). Вона охоплює, крім власне австрійських земель, Угорщину з Хорватією, Трансильванію, Богемію, Північну Італію. Король Пруссії — Фрідріх-Вільгельм III (до 1840). Баварське королівство очолює Людвіг I (до 1848). Австрія, Пруссія, Баварія та інші німецькомовні держави об'єднані в Німецький союз.
У Франції королює Луї-Філіпп I (до 1848). Франція має колонії в Карибському басейні, Південній Америці та Індії. На троні Іспанії сидить Ізабелла II (до 1868). Королівству Іспанія належать частина островів Карибського басейну, Філіппіни. Королева Португалії — Марія II (до 1853). Португалія має володіння в Африці, Індії, Індійському океані й Індонезії.
У Великій Британії править король Вільгельм IV (до 1837). Британія має колонії в Північній Америці, на Карибах та в Індії. Королівство Нідерланди очолює Віллем I (до 1840). Король Данії та Норвегії — Фредерік VII (до 1863), на шведському троні сидить Карл XIV Юхан Бернадот (до 1844). Італія розділена між Австрією та Королівством Обох Сицилій. Існує Папська держава з центром у Римі.
У Латинській Америці існують незалежні Об'єднані провінції Ріо-де-ла-Плати, Уругвай, Колумбія, Венесуела, Еквадор, Мексика, Центральноамериканська федерація, Болівія. У Бразильській імперії формально очолює малолітній Педру II (до 1889). Посаду президента США обіймає Ендрю Джексон. Територія на півночі північноамериканського континенту належить Великій Британії, вона розділена на Нижню Канаду та Верхню Канаду, територія на півдні та заході континенту належить Мексиці.
В Ірані при владі Каджари. Британська Ост-Індійська компанія захопила контроль майже над усім Індостаном. У Пенджабі існує Сикхська держава. У Бірмі править династія Конбаун, у В'єтнамі — династія Нгуєн. У Китаї володарює Династія Цін. У Японії триває період Едо.

## Події

### В Україні
- Засновано Харківську губернію.
- У Львові завершилося будівництво ратуші.
- Закладено парк Високий замок.

### У світі
- 8 січня державний борг США уперше й востаннє в історії скоротився до нуля.
- 2 березня імператором Австрії став Фердинанд I.
- 18 квітня прем'єр-міністром Сполученого Королівства став лорд Мельбурн.
- 30 серпня європейські переселенці заснували місто Мельбурн.
- 20 вересня у Бразилії почалася війна Фаррапус.
- 2 жовтня почалася Війна за незалежність Техасу.
  - 9 грудня техаські повстанці захопили Сан-Антоніо.
  - 20 грудня проголошено незалежність Техасу.
- 28 грудня почалася Друга семінольська війна.
- Хуан Мануель де Росас став каудильйо Аргентини.
- В Уругваї спалахнула війна між прихильниками партій Бланко та Колорадо.

### У суспільному житті
- 1 лютого на Маврикії скасовано рабство.
- Засновано Мексиканську академію мови.
- У Франції засновано інформаційне агентство Авас, попередник Франс Прес.
- В Оттоманській імперії відкрилася перша болгарська школа.
- У Німеччині почало роботу видавництво Bertelsmann.

### У науці
- Карл Фрідріх Гаус отримав теорему Гауса.
- Гаспар-Гюстав Коріоліс відкрив ефект Коріоліса у системі відліку, що обертається.
- Родерік Імпі Мерчісон дав назву Силурійському періоду, а Адам Седжвік — Кембрійському.

### У мистецтві
- Побачило світ перше видання карело-фінського епосу «Калевала».
- Микола Гоголь надрукував збірку «Миргород».
- Ганс Крістіан Андерсен видав дві збірки казок, серед яких «Принцеса на горошині», «Дюймовочка» та інші.
- Роберт Шуман написав ораторію «Карнавал».
- Відбулася прем'єра опери Гаетано Доніцетті «Лючія ді Ламмермур».

## Народились
Див. також Категорія:Народились 1835
- 9 липня — Томас Естрада Пальма, перший президент Куби
- 27 липня — Джозуе Кардуччі, італійський поет, лауреат Нобелівської премії (1906)
- 2 серпня — Ілайша Грей, американський винахідник
- 22 вересня — Олександр Опанасович Потебня, український філолог-славіст
- 11 листопада — Маттіас Йокумссон, національний поет Ісландії та автор ісландського державного гімну (п.1920).

## Померли
Див. також Категорія:Померли 1835
- 8 лютого — Гійом Дюпюїтрен, французький анатом та військовий хірург, відомий найбільше завдяки контрактурі Дюпюїтрена.